# Baranów Sandomierski
Baranów Sandomierski [baˈranuf sandɔˈmʲɛrsci] ist eine Stadt im Powiat Tarnobrzeski in der Woiwodschaft Karpatenvorland in Polen. Sie ist Sitz der gleichnamigen Stadt-und-Land-Gemeinde mit etwa 12.000 Einwohnern.

## Geographie
Baranów Sandomierski liegt rund 123 km nordöstlich von Krakau und 13 km südwestlich von Tarnobrzeg an der Weichsel.

## Geschichte

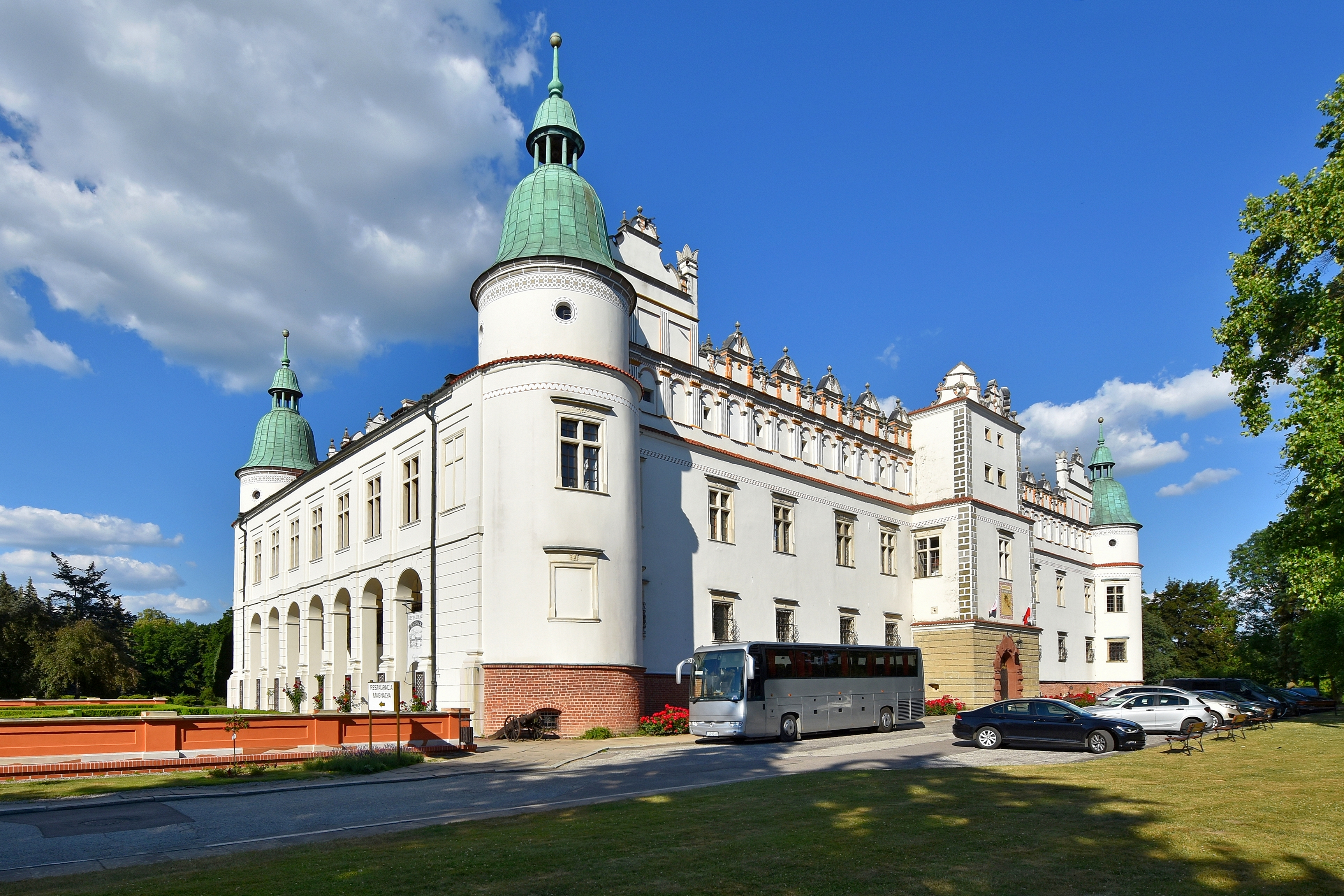
Schloss von Baranów Sandomierski

Die erste urkundliche Erwähnung des Ortes geht auf das Jahr 1135 zurück, als Bolesław Krzywousty den Ort offiziell gründete. 1354 wurde dem Ort von Kasimir dem Großen das Stadtrecht nach dem Magdeburger Recht verliehen. In der folgenden Zeit entwickelte sich der Ort vor allem durch Getreidehandel. Ende des 16. Jahrhunderts zog das Handwerk in der Stadt ein. Vor allem Tuch und Schuhe wurden produziert. Auch das Schloss wurde in dieser Zeit nach dem Vorbild des Wawel in Krakau erbaut. 1628 entstand eine Druckerei. Um 1770 lebten etwa 1200 Menschen in dem Ort. Während der dritten Teilung Polens kam Baranów Sandomierski zu Galizien und wurde Teil Österreichs.
1934 erhielt der Ort das 1896 verlorene Stadtrecht zurück. Bereits 1933 war durch das Innenministerium das heutige Wappen verliehen worden.
Am 8. und 9. September 1939 fanden an der Brücke über die Weichsel schwere Rückzugsgefechte zwischen der polnischen Armee „Kraków“ und der deutschen Wehrmacht statt. Während der deutschen Besatzung wurden alle jüdischen Einwohner des Ortes deportiert und ermordet.
Ende Juli 1944 errichtete die Rote Armee im Zuge der Lwiw-Sandomierz-Operation einen Brückenkopf an der Weichsel. Aus diesem heraus begann am 12. Januar 1945 die erfolgreiche Weichsel-Oder-Operation, die die Rote Armee nach Deutschland brachte. Am Ende des Zweiten Weltkriegs war die Stadt zur Hälfte zerstört.
Von 1975 bis 1998 gehörte die Stadt zur Woiwodschaft Tarnobrzeg.

### Name
Der Name Baranów geht vermutlich auf die Schafzucht (polnisch Baran) zurück, die im 12. Jahrhundert hier betrieben wurde.

## Verkehr
Der ehemalige Bahnhof Baranów Sandomierski liegt an der Bahnstrecke Łódź–Dębica.

## Sehenswürdigkeiten
- Der im Renaissancestil erbaute Leszczyński-Palast, welcher auch „Kleiner Wawel“ genannt wird, beherbergt heute ein Hotel sowie ein Museum.
- Pfarrkirche St. Johannes

## Gemeinde
Die Stadt-und-Land-Gemeinde (gmina miejsko-wiejska) hat eine Flächenausdehnung von 121,86 km². Zur Gemeinde gehören die Stadt und 14 Dörfer mit Schulzenämtern.

## Persönlichkeiten
- Hersh Fenster (1892–1964), jiddischer Publizist